# 约翰·T·莫尔斯
小约翰·T·莫尔斯（英語：John Torrey Morse Jr.，1840年1月9日—1937年3月27日）是一位美国历史学家和传记作家，毕业于哈佛大学，主要作品有《杰斐逊总统：独立战争、国父时代与共和思想在美国的滥觞》（Thomas Jefferson: American Statesman）等。